# 防衛副大臣
防衛副大臣（日语：／ Bōei Fukudaijin），是日本國政府防衛省的副大臣，輔佐防衛大臣處理防衛省相關事務。

## 概要

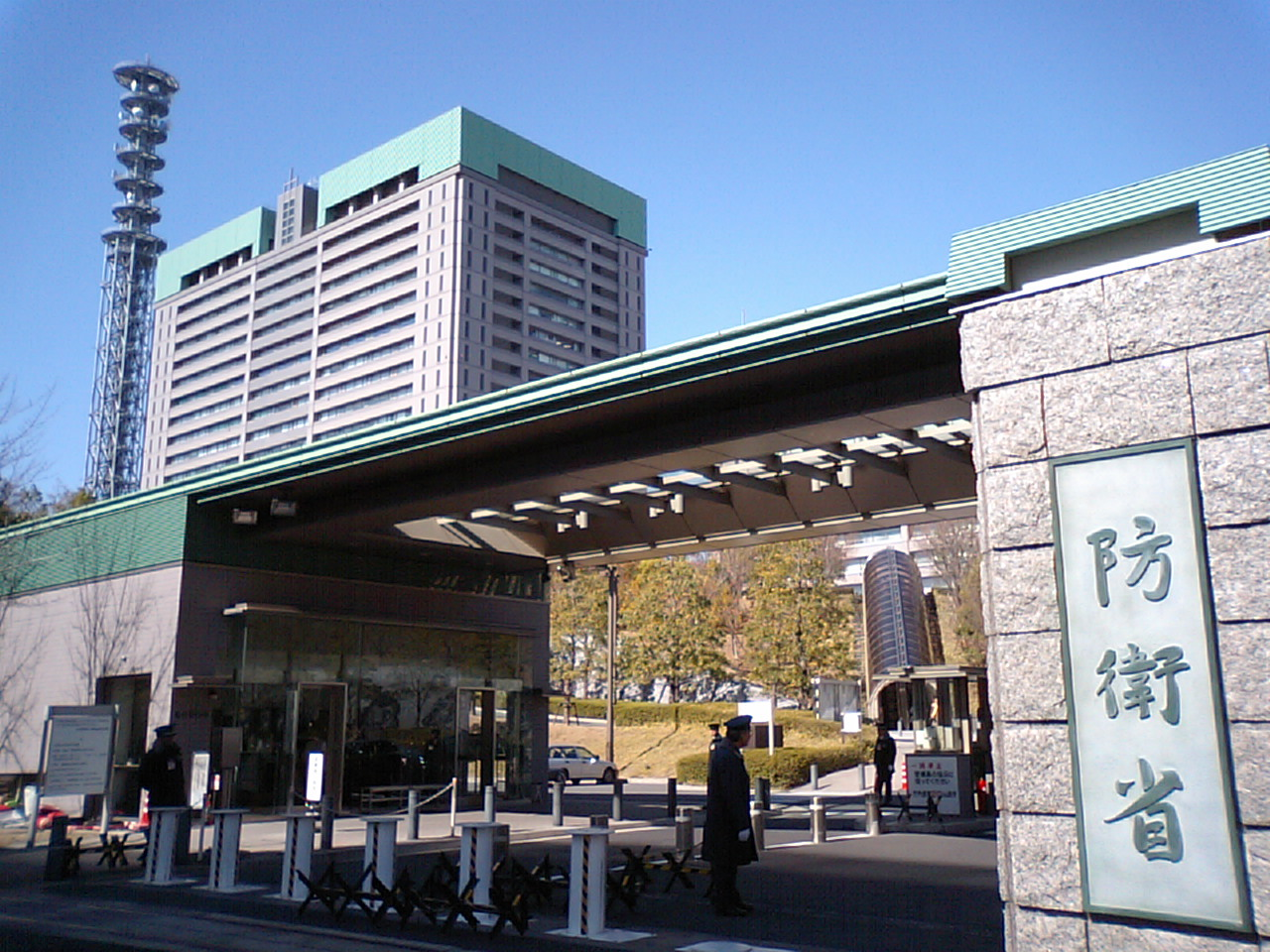
防衞省廳舍

2007年1月9日，一直為內閣府外局的防衛廳升格為防衛省。亦因如此，防衛副大臣的職位正式設立，承接此前的防衛廳副長官成為防衛省之副首長。同日，內閣總理大臣安倍晉三任命眾議院議員木村隆秀為首任副大臣，加入第一次安倍內閣。
奉防衛大臣之命，負責協助管理自衛隊。根據《國家行政組織法》，人數固定為一人。

## 歷代副大臣
| 防衛廳副長官   | 防衛廳副長官                | 防衛廳副長官         | 防衛廳副長官   | 防衛廳副長官   | 防衛廳副長官               | 防衛廳副長官 | 防衛廳副長官                            | 防衛廳副長官                    |
| 內閣           | 內閣                        | 防衛廳長官           | 全名           | 就職日         | 卸任日                     | 黨派         | 出身                                    | 備註                            |
| -------------- | --------------------------- | -------------------- | -------------- | -------------- | -------------------------- | ------------ | --------------------------------------- | ------------------------------- |
| 第2次森內閣    | 改造內閣 （中央省廳再編後） | 齊藤斗志二           | 石破茂         | 2001年1月6日   | 2001年4月26日              | 自由民主黨   | 眾議員（鳥取縣第1區）                   |                                 |
| 第1次小泉內閣  | 第1次小泉內閣               | 中谷元               | 萩山教嚴       | 2001年5月1日   | 2002年9月30日              | 自由民主黨   | 眾議員（北陸信越比例代表區）            |                                 |
|                | 第1次改造內閣               | 石破茂               | 赤城徳彥       | 2002年10月2日  | 2003年9月22日              | 自由民主黨   | 眾議員（茨城縣第1區）                   |                                 |
| 第2次改造內閣  | 濱田靖一                    | 石破茂               | 2003年9月25日  | 2003年11月19日 | 眾議員（南關東比例代表區） | 自由民主黨   |                                         |                                 |
| 第2次小泉內閣  | 第2次小泉內閣               | 石破茂               | 濱田靖一       | 2003年11月20日 | 2004年9月27日              | 自由民主黨   | 眾議員（千葉縣第12區）                  | 再任                            |
|                | 改造內閣                    | 大野功統             | 今津寬         | 2004年9月29日  | 2005年9月21日              | 自由民主黨   | 眾議員（北海道第6區）                   |                                 |
| 第3次小泉內閣  | 第3次小泉內閣               | 大野功統             | 今津寬         | 2005年9月22日  | 2005年10月31日             | 自由民主黨   | 眾議員（北海道比例代表區）              | 再任                            |
|                | 改造內閣                    | 額賀福志郎           | 木村太郎       | 2005年11月2日  | 2006年9月26日              | 自由民主黨   | 眾議員（青森縣第4區）                   |                                 |
| 第1次安倍內閣  | 第1次安倍內閣               | 久間章生             | 木村隆秀       | 2006年9月27日  | 2007年1月8日               | 自由民主黨   | 眾議員（愛知縣第5區）                   |                                 |
| 防衛副大臣     |                             |                      |                |                |                            |              |                                         |                                 |
| 內閣           | 內閣                        | 防衛大臣             | 全名           | 就職日         | 卸任日                     | 黨派         | 出身                                    | 備註                            |
| 第1次安倍內閣  | 第1次安倍內閣               | 久間章生 →小池百合子 | 木村隆秀       | 2007年1月9日   | 2007年8月27日              | 自由民主黨   | 眾議員（愛知縣第5區）                   | 職位變更自防衛廳副長官          |
|                | 改造內閣                    | 高村正彥             | 江渡聰德       | 2007年8月29日  | 2007年9月26日              | 自由民主黨   | 眾議員（青森縣第2區）                   |                                 |
| 福田康夫內閣   | 福田康夫內閣                | 石破茂               | 江渡聰德       | 2007年9月27日  | 2008年8月2日               | 自由民主黨   | 眾議員（青森縣第2區）                   | 再任                            |
|                | 改造內閣                    | 林芳正               | 北村誠吾       | 2008年8月5日   | 2008年9月24日              | 自由民主黨   | 眾議員（長崎縣第4區）                   |                                 |
| 麻生內閣       | 麻生內閣                    | 濱田靖一             | 北村誠吾       | 2008年9月29日  | 2009年9月16日              | 自由民主黨   | 眾議員（長崎縣第4區）                   | 再任                            |
| 鳩山由紀夫內閣 | 鳩山由紀夫內閣              | 北澤俊美             | 榛葉賀津也     | 2009年9月18日  | 2010年6月8日               | 民主黨       | 參議員（靜岡縣選舉區）                  |                                 |
| 菅直人內閣     | 菅直人內閣                  | 北澤俊美             | 榛葉賀津也     | 2010年6月9日   | 2010年9月17日              | 民主黨       | 參議員（靜岡縣選舉區）                  | 再任                            |
|                | 第1次改造內閣               | 北澤俊美             | 安住淳         | 2010年9月21日  | 2011年1月14日              | 民主黨       | 眾議員（宮城縣第5區）                   |                                 |
|                | 第2次改造內閣               | 北澤俊美             | 小川勝也       | 2011年1月18日  | 2011年9月2日               | 民主黨       | 參議員（北海道選舉區）                  |                                 |
| 野田內閣       | 野田內閣                    | 一川保夫             | 渡邊周         | 2011年9月5日   | 2012年1月165日             | 民主黨       | 眾議員（靜岡縣第6區）                   |                                 |
|                | 第1次改造內閣               | 田中直紀             | 渡邊周         | 2012年1月16日  | 2012年6月6日               | 民主黨       | 眾議員（靜岡縣第6區）                   | 再任                            |
|                | 第2次改造內閣               | 森本敏               | 渡邊周         | 2012年6月6日   | 2012年10月1日              | 民主黨       | 眾議員（靜岡縣第6區）                   | 再任                            |
|                | 第3次改造內閣               | 森本敏               | 長島昭久       | 2012年10月2日  | 2012年12月26日             | 民主黨       | 眾議員（東京都第11區）                  |                                 |
| 第2次安倍內閣  | 第2次安倍內閣               | 小野寺五典           | 江渡聰德       | 2012年12月27日 | 2013年9月30日              | 自由民主黨   | 眾議員（青森縣第2區）                   | 再入閣 任內辭職，由武田良太接任 |
| 第2次安倍內閣  | 第2次安倍內閣               | 小野寺五典           | 武田良太       | 2013年9月30日  | 2014年9月3日               | 自由民主黨   | 眾議員（福岡縣第11區）                  |                                 |
|                | 改造內閣                    | 江渡聰德             | 左藤章         | 2014年9月4日   | 2014年12月24日             | 自由民主黨   | 眾議員（大阪府第2區）                   | 兼任內閣府副大臣                |
| 第3次安倍內閣  | 第3次安倍內閣               | 中谷元               | 左藤章         | 2014年12月25日 | 2015年10月9日              | 自由民主黨   | 眾議員（大阪府第2區）                   | 再任 兼任內閣府副大臣           |
|                | 第1次改造內閣               | 中谷元               | 若宮健嗣       | 2015年10月9日  | 2016年8月5日               | 自由民主黨   | 眾議員（東京都第5區）                   | 兼任內閣府副大臣                |
|                | 第2次改造內閣               | 稻田朋美 →岸田文雄   | 若宮健嗣       | 2016年8月5日   | 2017年8月7日               | 自由民主黨   | 眾議員（東京都第5區）                   | 留任 兼任內閣府副大臣           |
|                | 第3次改造內閣               | 小野寺五典           | 山本朋廣       | 2017年8月7日   | 2017年11月2日              | 自由民主黨   | 眾議員（南關東比例代表區）              | 兼任內閣府副大臣                |
| 第4次安倍內閣  | 第4次安倍內閣               | 小野寺五典           | 山本朋廣       | 2017年11月2日  | 2018年10月4日              | 自由民主黨   | 眾議員（南關東比例代表區）              | 再任 兼任內閣府副大臣           |
|                | 第1次改造內閣               | 岩屋毅               | 原田憲治       | 2018年10月4日  | 2019年9月13日              | 自由民主黨   | 眾議員（大阪府第9區）                   | 兼任內閣府副大臣                |
| 第2次改造內閣  | 河野太郎                    | 山本朋廣             | 2019年9月13日  | 2020年9月18日  | 眾議員（南關東比例代表區） | 自由民主黨   | 再入閣 兼任內閣府副大臣                 |                                 |
| 菅義偉内閣     | 菅義偉内閣                  | 岸信夫               | 中山泰秀       | 2020年9月18日  | 2021年10月6日              | 自由民主黨   | 眾議員（大阪府第4區）                   | 兼任內閣府副大臣                |
| 第1次岸田內閣  | 第1次岸田內閣               | 岸信夫               | 鬼木誠         | 2021年10月6日  | 2021年11月11日             | 自由民主黨   | 眾議員（福岡縣第2區）                   | 兼任內閣府副大臣                |
| 第2次岸田內閣  | 第2次岸田內閣               | 岸信夫               | 鬼木誠         | 2021年11月11日 | 2022年8月12日              | 自由民主黨   | 眾議員（福岡縣第2區）                   | 再任 兼任內閣府副大臣           |
|                | 第1次改造內閣               | 濱田靖一             | 井野俊郎       | 2022年8月12日  | 2023年9月15日              | 自由民主黨   | 眾議員（群馬縣第2區）                   | 兼任內閣府副大臣                |
| 第2次改造內閣  | 木原稔                      | 宮澤博行             | 2023年9月15日  | 2023年12月14日 | 眾議員（東海比例代表區）   | 自由民主黨   | 任內辭職，由鬼木誠接任 兼任內閣府副大臣 |                                 |
| 第2次改造內閣  | 木原稔                      | 鬼木誠               | 2023年12月14日 | 2024年10月1日  | 眾議員（福岡縣第2區）      | 自由民主黨   | 再入閣 兼任內閣府副大臣                 |                                 |
| 第一次石破內閣 | 第一次石破內閣              | 中谷元               | 鬼木誠         | 2024年10月3日  | 2024年11月13日             | 自由民主黨   | 眾議員（福岡縣第2區）                   | 再任 兼任內閣府副大臣           |
| 第二次石破內閣 | 第二次石破內閣              | 中谷元               | 本田太郎       | 2024年11月13日 | 現職                       | 自由民主黨   | 眾議員（京都府第5區）                   | 兼任內閣府副大臣                |

再任表示換閣後再次被招攬，留任表示同一內閣改造後獲得挽留，再入閣表示時隔數個內閣後再度被招攬